# Papagaio-de-iucatã
O papagaio-de-iucatã, papagaio-do-iucatão  ou papagaio-do-olho-vermelho (Amazona xantholora) é uma espécie de papagaio da família Psittacidae. Ele é encontrado no Belize, Honduras, e no México. Seu habitat natural são florestas tropicais e subtropicais secas.